# 제단자리 뮤 c
제단자리 뮤 c (또는 HD 160691 c)는 항성 제단자리 뮤를 돌고 있는 외계 행성이다.

## 관측 역사
2004년 8월 25일 발견 사실이 공식적으로 발표되었다. 발표 당시 뮤 c의 최소 질량은 지구질량의 14배 정도인 것으로 알려졌으나, 이후 추가적인 연구로 예상 질량값은 좀 더 내려가 지구의 10.5배 수준으로 조정되었다. c는 항성에 매우 가까이 붙어서 돌고 있기 때문에 한 번 공전하는 데 9.6일밖에 걸리지 않는다. c의 발견에는 칠레 유럽 남방 천문대 소유의 라 실라 천문대 소재 HARPS 분광사진기가 사용되었다. c의 발견을 입증한 자료는 2004년 6월에 8일 분량의 관측을 통해 수집되었다. 현재 관측 기술로는 제단자리 뮤 주위를 도는 행성 넷을 직접 볼 수 없다. 이들은 전부 시선 속도법을 이용하여 간접적으로 발견되었다.

## 물리적 특징
c의 실제 질량이 글리제 436 b나 해왕성과 비슷한 지구의 14배라고 가정할 경우, 이 질량은 암석 행성이 가질 수 있는 질량의 상한선 수준이다. 제단자리 뮤의 중원소함량이 태양보다 높기 때문에 이렇게 무거운 암석 행성이 생겨날 수 있었을 것이다. 또한 c는 제단자리 뮤의 '동결선'인 3.2 천문단위보다 가까운 거리에서 탄생했을 것으로 보인다. c는 탄생 후 막대한 양의 휘발성 물질들을 끌어당겨서 커졌을 것으로 보이나, 현재 c의 중심핵 질량은 지구의 6배 수준에 불과하다. c의 중심핵은 압력으로 고체화된 뜨거운 얼음과 기체에 둘러싸여 있을 것으로 보이며, 이는 암석 행성이라기보다는 해왕성과 더 비슷한 모양새이다.
제단자리 뮤 c는 어머니 항성으로부터 제법 떨어져 있어서 항성의 코로나 질량 방출에 영향을 크게 받지 않을 것으로 보인다. 뮤 c의 현재 상태가 '뜨거운 해왕성'인지(램머), 아니면 원래 가스 행성이었는데 어머니 항성 때문에 질량을 잃고 지금의 모습이 되었는지(Baraffe)에 대해 의견의 대립이 있다.
만약 c가 대기가 벗겨져 나간 가스 행성이라면, 어머니 항성은 태어난 지 얼마 되지 않은 지구질량 20배 ~ 목성질량 0.5배의 원시행성 c를 뜨겁게 달궜을 것이다. 만약 c의 초기 질량이 후자였다면, 현재 c의 반지름은 목성의 0.6배 정도일 것이다.
c는 어머니 항성에 매우 가까이 붙어 있기 때문에 엄청나게 뜨겁다. c를 발견한 천문학자들은 c의 반사율을 0.35로 보았으며, 이는 목동자리 타우 b와 같은 뜨거운 목성들의 온도를 잴 때 가정하는 수치보다 낮은 값이다. 이처럼 낮은 값을 매긴 이유로는 이 행성이 규산염질의 슈퍼지구이거나 또는 구름이나 짙은 레일리산란 대기가 없다고 가정했기 때문이다. 만약 이들의 가정이 맞다면 표면 온도는 약 900 켈빈 수준일 것이다. 만약 수다르스키의 III 또는 IV형에 해당하는, 규산염으로 이루어진 검은색 구름 및(또는) 두꺼운 대기가 펼쳐져 있다면(글리제 436 b의 표면이 이와 비슷할 것으로 생각된다) 유효 온도는 훨씬 더 뜨거울 것이다. 따라서, 꺼지지 않는 용광로 비슷한 이 행성 표면에 우리가 알고 있는 형태의 생명체가 존재할 가능성은 극도로 희박하다.

## 같이 보기
- 외계행성의 겉모습: 외계 가스 행성을 인간의 눈으로 보면 어떻게 보일지에 대해 수다르스키가 정리한 가설.
- 게자리 55 e
- 글리제 436 b

## 참고 문헌
1. 1 2 3 4  Pepe, F.; Correia, A. C. M.; Mayor, M.; Tamuz, O.; Couetdic, J.; Benz, W.; Bertaux, J.-L.; Bouchy, F.; Laskar, J.; Lovis, C.; Naef, D.; Queloz, D.; Santos, N. C.; Sivan, J.-P.; Sosnowska, D.; Udry, S. (2007). “The HARPS search for southern extra-solar planets. VIII. μ Arae, a system with four planets”. 《Astronomy and Astrophysics》 462 (2): 769 – 776. doi:10.1051/0004-6361:20066194.
2. 1 2 3  N.C. Santos, F. Bouchy, Michel Mayor, F. Pepe, Didier Queloz, Stéphane Udry, C. Lovis, M. Bazot, W. Benz, J.-L. Bertaux, G. Lo Curto, X. Delfosse, C. Mordasini, D. Naef, J.-P. Sivan, S. Vauclair. “A 14 Earth-masses exoplanet around μ Arae”. arXiv.
3. ↑  F. Pepe, A.C.M. Correia, Michel Mayor, O. Tamuz, W. Benz, J.-L. Bertaux, F. Bouchy, J. Couetdic, J. Laskar, C. Lovis, D. Naef, Didier Queloz, N. C. Santos, J.-P. Sivan, D. Sosnowska, Stéphane Udry. “μ Ara, a system with four planets”. arXiv.
4. 1 2  I. Baraffe, Y. Alibert, G. Chabrier, W. Benz (2005). “Birth and fate of hot-Neptune planets”. 《Astronomy & Astrophysics 2008》. arXiv:0512091v1 |arxiv= 값 확인 필요 (도움말) [astro-ph].
5. ↑  H. Lammer;  외. (2007). “The impact of nonthermal loss processes on planet masses from Neptunes to Jupiters” (PDF). 《Geophysical Research Abstracts》 9 (07850). 2019년 12월 15일에 원본 문서 (PDF)에서 보존된 문서. 2009년 1월 15일에 확인함.